# Санкт-Гильген
Санкт-Гильген (нем. Sankt Gilgen) — коммуна (нем. Gemeinde) в Австрии, в федеральной земле Зальцбург. 
Входит в состав округа Зальцбург.  Население составляет 3753 человека (на 31 декабря 2005 года). Занимает площадь 98,67 км². Официальный код  —  50 330.

## Политическая ситуация
Бургомистр коммуны — Вольфганг Планбергер (СДПА) по результатам выборов 2004 года.
Совет представителей коммуны (нем. Gemeinderat) состоит из 21 места.
- АНП занимает 11 мест.
- СДПА занимает 8 мест.
- АПС занимает 1 место.
- местный блок: 1 место.